# رومان بوبوف
رومان بوبوف (بالأوكرانية: Попов Роман Олегович)‏ (29 يونيو 1995 بميكولايف في أوكرانيا - ) هو لاعب كرة قدم أوكراني في مركز الوسط. لعب مع ميتالوره زابورجيا وFC Zirka Kropyvnytskyi ‏ ونادي ميكولايف ‏.

## وصلات خارجية
- رومان بوبوف على موقع اتحاد أوكرانيا (الإنجليزية)
- رومان بوبوف على موقع قاعدة بيانات كرة القدم.إي يو (الإنجليزية)
- رومان بوبوف على موقع Soccerway.com (الإنجليزية)